# Кыз куу (танец)
«Кыз куу», «қыз қуу» — казахский народный танец. В основе — народная игра «Кыз куу» («Догони девушку»). Содержание танца — выход девушки и юноши на конях перед зрителями; сначала юноша догоняет девушку, целует её, затем девушка догоняет юношу и наказывает ударом кнута.
Казахский вариант состоит из двух частей: в 1-й части использована музыка из песни А. С. Есбаева «Кыз куу», во 2-й — кюй Курмангазы «Сарыарка». Музыкальный размер 2/4. Впервые был исполнен солистами Казахского ансамбля песни и танца (постановщик — Ш.Жиенкулова).